# 樹屋

## 樹屋的定義
樹屋狹義的定義如字面上所示, 指在樹上僅靠寄主樹支撐所搭建的空間; 廣義則涵蓋了保有"與樹共存""脫離地面"等核心精神的構造物。英文wikipedia中的解釋為"樹屋，樹堡或 treeshed, 是在一棵或多棵樹幹或樹枝周圍，旁邊或中間的平台或建築構造，並在地面以上。樹屋可用於休閒娛樂，工作空間，居住，社交和觀察。"

## 華人世界的樹屋起源
有巢氏, 中國古代神話中發明巢居人物。也稱“ 大巢氏 ”。其初，人民穴居野外，受野獸侵害，有巢氏教民構木為巢，以避野獸，從此人民才由穴居到巢居。《莊子 .盜跖》：“古者禽獸多而人民少、於是民皆巢居以避之。晝拾橡栗、暮棲木上，故命之曰有巢氏之民。”《太平御覽》卷七八引《項峻始學篇》：“上古穴處，有聖人教之巢居，號大巢氏。”晉張華《博物誌 .雜說上》：“昔有巢氏有臣而貴，任之專國主斷，已而奪之。臣怒而生變，有巢以亡。”“構木為巢”就是在樹上建造巢穴，從“構”字的古體字形來看，構木為巢其實是在樹上將木材交疊架構而成的住所。三國時的吳國人項峻在《始學編》中說：“上古皆穴處，有聖人出，教之巢居，今南方巢居，北方穴處，古之遺跡也。”（《太平御覽》卷七十八引）

## 支撐方式與技術
有許多技術可以將結構固定到樹上，以最大程度地減少樹的損壞。
現代樹屋的建造通常從創建一個剛性平台開始，然後將其放置在該平台上。平台將依靠（可能在分支處）在樹枝上。如果沒有足夠合適的支撐，則支撐該平台的方法如下：
- 支柱和高蹺

支柱和高蹺用於減輕較低高度或垂直於地面的重量；高蹺支撐的樹屋施加在樹上的重量要輕得多，有助於防止壓力，潛在的應變和刺孔造成的傷害。儘管新設計（例如“ Diamond Pier”）可以加快安裝速度，並且對根系的侵害較小，但通常將高蹺用混凝土錨固在地面上。高蹺被認為是支撐較大的樹屋的最簡單方法，也可以增加結構支撐和安全性。
- 拉桿

拉桿用於減輕高處的重量。這些系統對於控制由風或樹木生長引起的位移特別有用。但由於系統本身的限制，因而較少被使用。更高的高度和更多的分支會降低容許度並增加風敏度。用於懸掛的建築材料包括繩索，鋼纜，拉緊緊固件和彈簧。
- 摩擦和拉力緊固件

摩擦和拉力緊固件是固定樹屋的最常見的非侵入性方法。他們不使用釘子，螺釘或螺栓，而是通過反梁，螺紋桿或綁帶將梁夾在枝幹上。
- 侵入性方法

侵入性方法是所有使用釘子，螺釘，螺栓，T型螺栓等的方法。由於這些方法需要在樹上打孔，因此必須進行適當的規劃以最大程度地減少壓力。並非所有種類的植物都以相同的方式遭受刺孔，部分取決於樹液導管是在髓中還是在樹皮中。通常不建議使用釘子。1990年代開發的一種特殊類型的螺栓，稱為樹屋固定螺栓 Treehouse Attachment Bolts (TABs)，可以比早期的方法支撐更大的重量並降低對韌皮部的傷害, 避免病蟲侵入。

## 適合用於建造樹屋的樹種
闊葉樹
| 樹木名稱 | 科 目    | 特 徴 |
| -------- | -------- | --- |
| 蘋果樹   | 薔薇科   | 小而堅固。即使它長大，也不會變大，因此適合於小型樹屋。                                                                   |
| 梣樹     | 木樨科   | 雖然看起來很漂亮，但對壓力敏感，需要小心處理。                                                                           |
| 山核桃樹 | 胡桃科   | 它既堅硬又堅固，因此適用於樹屋中的寄主樹，但缺點是難以驅動螺栓。                                                         |
| 楊梅樹   | 杜鵑花科 | 儘管它是非常堅硬的樹，但因有許多樹幹和樹枝。為了減輕樹木的壓力，建議將纜繩穿過多個樹幹來分散負載。它具有容易生病的缺點。 |
| 芒果樹   | 漆樹科   | 由於樹在低處分支，因此樹屋通常建在低處。堅固且耐壓力。 *與無患子科目接近                                                 |
| 楓樹     | 槭樹科   | 在楓樹中，糖楓適合做樹屋。它增長很快且堅固，但是如果有很多分支，則在構建之前最好對其進行一定程度的修剪。                 |
| 雨樹     | 豆科     | 它是最理想的寄主樹，並且足夠耐用，可以支撐相對較大的樹屋。常見於夏威夷和南美。                                           |
| 橡樹     | 山毛櫸科 | 白橡樹特別適合用於樹屋。                                                                                                 |
| 椰子樹   | 椰子科   | 力學性質柔韌，因此不可能將樹屋安裝在較高的地方，並且有必要通過穿透螺栓來建造樹屋以支撐樹屋。                             |

針葉樹
| 樹木名稱 | 科 目 | 特 徴 |
| -------- | ----- | --- |
| 冷杉     | 松科  | 當它長成一棵大樹時，一棵健康的冷杉可以支撐一棵樹屋。但是，支撐樹屋的樹枝生長在較高的位置，因此很難上下移動。 |
| 松樹     | 松科  | 它生長快且柔軟，因此缺乏耐用性，並且難以用一棵樹支撐樹屋。分支機構也不堅固，因此不能安裝在高處。             |
| 雲杉     | 松科  | 它是一種軟木，根系淺，易受害蟲侵害。建議支持盡可能多的宿主樹。                                               |

## 圖片

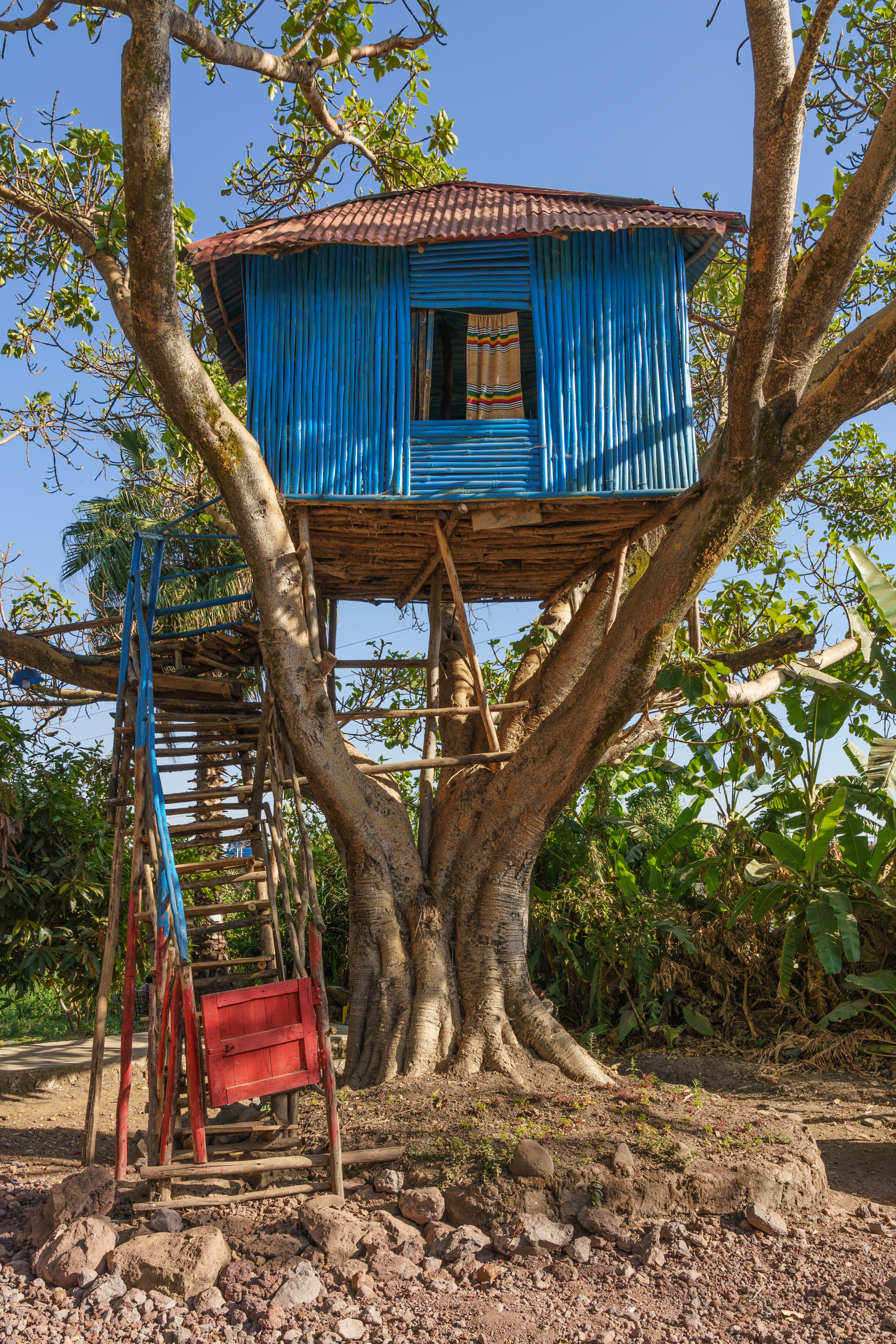
樹屋